# 賽格広場
賽格広場（サイゲひろば、簡体字: 赛格广场、SEG Plaza）は、中華人民共和国広東省深圳市福田区に建設された高さ355mの超高層ビルである。2000年に完成し、69階の展望室はかつて深圳と香港北部を眺めることができたが、オフィススペースに改装された。また、深圳電子グループSEGの本拠地である。

## フロア
屋上は292 mで、地上には合計71階（ヘリポートを含めると72 階）、地下に4階がある。総床面積は170,000平方mである。
SEGプラザのエレベーターはオーチス社製で、6m / s（1181 FPM）まで加速することができる。

## SEGエレクトロニクスマーケットと本館
- 1階から10階までの階は、国際的に重要な電子部品と完成品の主要市場であるSEG Electronics Marketが占めている（11階は一般向け避難室）。
- M階と12階はヨーロッパ料理レストラン、13階から69階はオフィスフロアである（このうち19階、34階、49階、63階は避難室）。70階と71階は展望デッキ（閉鎖）で、72階はヘリコプターの着陸台である。